# آلن گینزبرگ
ایروین آلن گینزبرگ (به انگلیسی: Irwin Allen Ginsberg) (زاده ۳ ژوئن ۱۹۲۶ – درگذشته ۵ آوریل ۱۹۹۷) شاعر آمریکایی بود. وی به خاطر شعر «زوزه» معروف است. گینزبرگ به همراه جک کرواک، ویلیام باروز و لوشین کار از پایه‌گذاران «نسل بیت» بود.

## زندگی

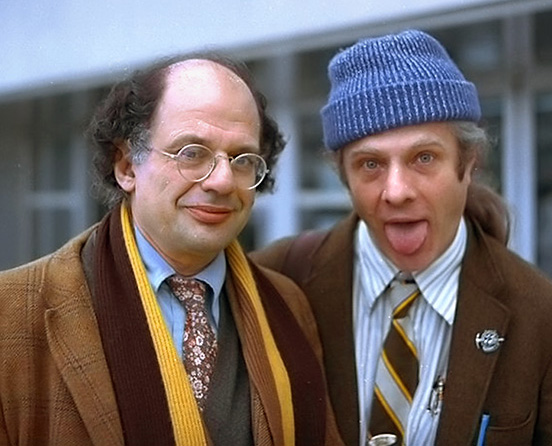
آلن گینزبرگ و پیتر اورلوسکی سال ۱۹۷۸

گینزبرگ در خانواده‌ای یهودی در ایالت نیوجرسی به دنیا آمد. پدرش لوئی گینزبرگ شاعر و معلم مدرسه بود. مادرش نائومی لیورگانت گینزبرگ از بیماری روحی پارانویا رنج می‌برد. مادرش در حزب کمونیست فعالیت داشت. آلن در نوجوانی شروع به نوشتن کرد. او ابتدا کارش را با نوشتن برای نیویورک تایمز آغاز نمود و دربارهٔ موضوعات سیاسی و حقوق کارگران می‌نوشت. در دوران دبیرستان به خاطر تشویق معلمش خواندن آثار والت ویتمن را آغاز کرد. گینزبرگ پس از تحصیل در دانشگاه ایالتی مونت‌کلیر با یک بورس تحصیلی از انجمن مردان جوان عبری در سال ۱۹۴۹ به دانشگاه کلمبیا راه یافت.
گینزبرگ در نیویورک به همراه لوسین کار (دوست و معشوقش برای مدتی) با نویسندگانی آشنا شد که بعدها نسل بیت را شکل دادند. گینزبرگ بار دیگر توسط لوسین کار به نیل کسدی معرفی شد. شخصیتی که تأثیر بسیاری در او داشت.
گینزبرگ در سال ۱۹۵۶ پیتر اورلوفسکی را در سانفرانسیسکو ملاقات کرد و تا آخر عمر در کنار او ماند. از آنجا بود که وی به بودیسم تبتی علاقه‌مند شد. گینزبرگ در سانفرانسیسکو با شاعران رنسانس سن فرانسیسکو ملاقات کرد که بعدها به نسل بیت پیوستند.
گینزبرگ در سال ۱۹۹۳ برای کتاب The Fall Of America جایزه کتاب ملی آمریکا را برد و از وزیر فرهنگ فرانسه نیز نشان هنر و ادب را گرفت. وی در ۵ آوریل ۱۹۹۷ در سن ۷۰ سالگی در اثر ابتلا به سرطان کبد درگذشت.
گینزبرگ شاعر و فعال سیاسی بود و در دهه ۶۰ در اعتراضات مدنی و مخالفت علیه جنگ ویتنام نقش بسیار فعالی داشت. او در رابطه با آزادی بیان و آزادی حقوق همجنس‌گرایان نیز فعالیت می‌کرد.

## در ایران
در سال‌های اخیر برخی از اشعار آلن گینزبرگ به فارسی برگردانده شده است که از آن میان می‌توان به مجموعه‌ای به نام «سوترای آفتابگردان» با برگردانی از محمد رزازیان، که توسط انتشارات سرزمین اهورایی روانه بازار شده اشاره کرد.
دیگر کتاب شعر او یعنی زوزه نیز با ترجمه «مهرداد فلاح» و «فرید قدمی» در دسترس علاقه‌مندها قرار دارد. همچنین کتاب «سوخته از نسل معصومیت» گزیده اشعار شاعران نسل بیت با گردآوری و ترجمه علیرضا بهنام به فارسی منتشر شده است.
کتاب «شعر عصیان» پژوهشی دربارهٔ آلن گینزبرگ و دیگر شاعران مطرح آمریکایی انجام شده است. این کتاب را علی‌اصغر بهرامی در نشر نی به فارسی منتشر کرده است.